# Pierre du Diable (Jullouville)
Pour les articles homonymes, voir Pierre du Diable.
La Pierre du Diable, appelée aussi Pierre Levée ou la griffe du diable, est un menhir situé à Jullouville, dans le département français de la Manche, en région Normandie.

## Description
Le menhir est constitué d'un bloc de granite à gros grains de forme cylindrique, au sommet aplati. La pointe du sommet aurait été brisée vers 1820. Il mesure 3 m de hauteur pour une circonférence de 6 à 7 mètres. La Société d'archéologie d'Avranches effectua des fouilles au pied du menhir vers 1855, sans faire aucune découverte, mais ceci permit de constater que le menhir était enfoncé dans le sol sur une profondeur de près de 3 m.

## Folklore
D'après la légende, le Diable ramenant une pierre depuis les îles Chausey pour construire un édifice à Pontaubault aperçut un prêtre en habits sacerdotaux et, de peur, lâcha la pierre qui s'enfonça si profondément qu'il ne put la reprendre.
Au début du XIXe siècle, des chercheurs de trésor qui fouillaient à son pied furent chassés par un individu qui voulait les assassiner.
Il existait jadis un calvaire à proximité du site, brisé par une tempête en 1855, qui fut sans doute érigé pour exorciser le lieu.